# Бурківка (Ніжинський район)
Буркі́вка — село в Україні, у Крутівській сільській громаді Ніжинського району Чернігівської області. Населення становить 476 осіб. До 2020 орган місцевого самоврядування — Бурківська сільська рада.

## Історія
12 червня 2020 року, відповідно до розпорядження Кабінету Міністрів України № 730-р «Про визначення адміністративних центрів та затвердження територій територіальних громад Чернігівської області», увійшло до складу Крутівської сільської громади.
19 липня 2020 року, в результаті адміністративно-територіальної реформи та ліквідації Ніжинського(1923 - 2020) району, увійшло до складу новоутвореного Ніжинського району.

## Населення

### Мова
Розподіл населення за рідною мовою за даними перепису 2001 року:
| Мова            | Кількість | Відсоток |
| --------------- | --------- | -------- |
| українська      | 469       | 98.53%   |
| російська       | 6         | 1.26%    |
| інші/не вказали | 1         | 0.21%    |
| Усього          | 476       | 100%     |